# Myosorex rumpii
Il toporagno delle Rumpi (Myosorex rumpii Heim de Balsac, 1968) è un mammifero soricomorfo della famiglia dei soricidi, endemico del Camerun.

## Distribuzione e habitat
La specie è endemica della parte sud-ovest delle colline Rumpi, nel Camerun.
Il toporagno delle Rumpi vive nelle foreste tropicali umide di montagna a oltre 1000 m di altezza.

## Conservazione
È classificato tra le specie in pericolo di estinzione. 
Si hanno informazioni su questo animale grazie ad alcuni esemplari catturati nel 1967.